# تام پرایس (راننده مسابقه)
توماس مالدوین پرایس (انگلیسی: Thomas Maldwyn Pryce؛ زادهٔ ۱۱ ژوئن ۱۹۴۹ در ریثین، دنبیشر، درگذشتهٔ ۵ مارس ۱۹۷۷ در میدراند) رانندهٔ مسابقات اتومبیل‌رانی فرمول یک اهل بریتانیا بود که از فصل ۱۹۷۴ تا ۱۹۷۷ در مجموع در ۴۲ گراند پری شرکت کرد.
او در طول دوران فعالیت خود در فرمول یک، ۱ بار مسابقه را از پول پوزیشن آغاز کرد، ۲ بار بر روی سکو رفت و ۱۹ امتیاز را نیز به نام خود به‌ثبت رساند.
پرایس در ۵ مارس ۱۹۷۷ بر اثر برخورد با یکی از مارشال‌های مسابقه به‌نام فردریک جانسن فون وورن در میدراند درگذشت.